# Arrondissement de Corbeil

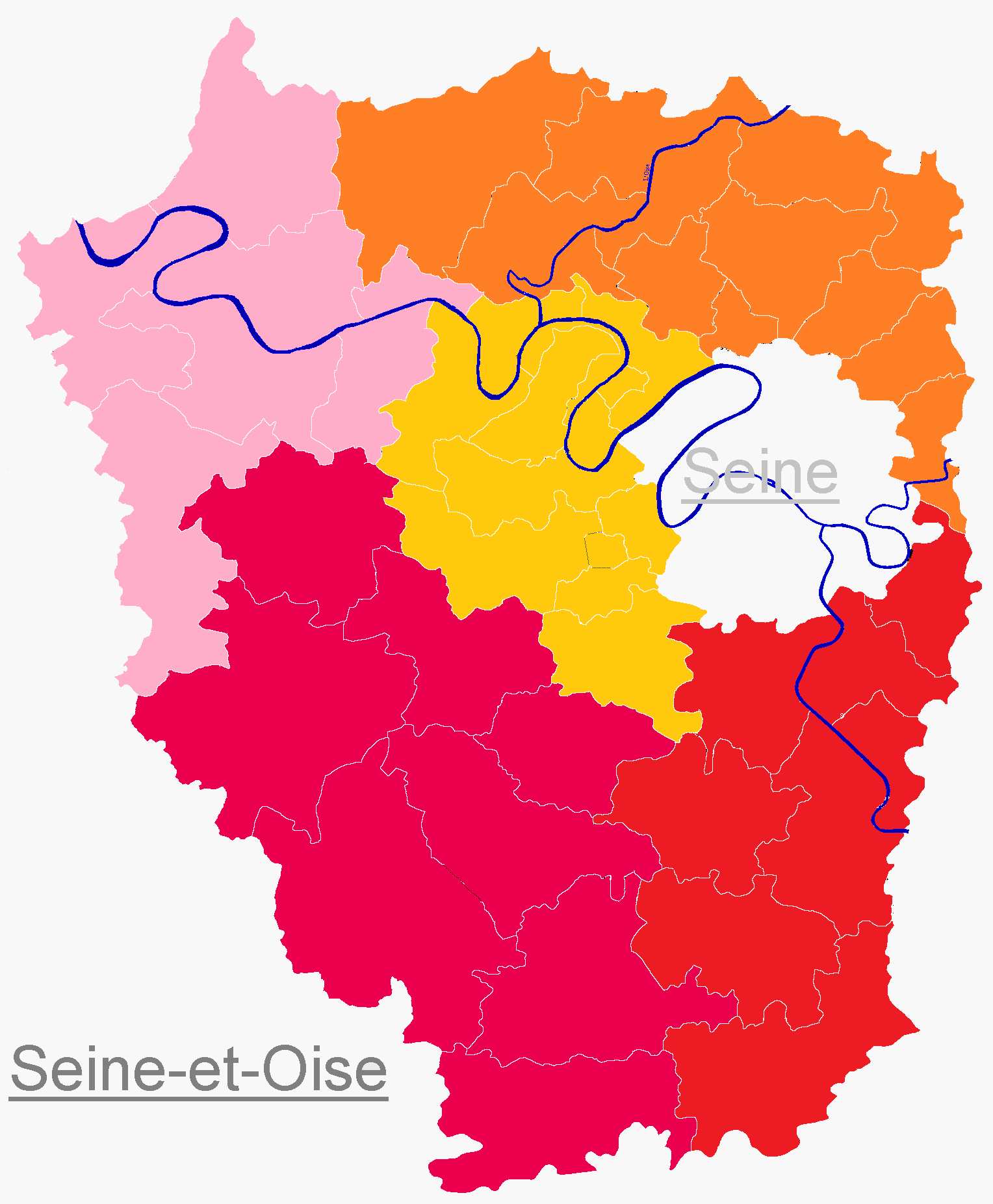
Arrondissements et cantons de Seine-Et-Oise entre 1943 et 1962
Arrondissement de Mantes
Arrondissement de Pontoise
Arrondissement de Versailles
Arrondissement de Rambouillet
Arrondissement de Corbeil

L'arrondissement de Corbeil-Essonnes est une ancienne subdivision administrative française du département de Seine-et-Oise (dans l'actuel département de l'Essonne) créée le 17 février 1800. En 1966, il est remplacé par l'arrondissement d'Évry.

## Composition
Il comprenait (en 1800) les cantons de Arpajon, Boissy-Saint-Léger (Val-de-Marne), Corbeil-Essonnes et Longjumeau.
En 1919, création du canton de Villeneuve-Saint-Georges. 

En 1926, création du canton de la Ferté-Alais. De même pour Milly-la-Forêt. 

En 1964, création du canton de Brunoy. De même pour Chennevières-sur-Marne, Corbeil-Essonnes-Nord, Corbeil-Essonnes-Sud, Montgeron 

En 1962, le canton d'Arpajon fut restitué à l'arrondissement de Palaiseau. De même pour Longjumeau. 

En 1966, le canton de la Ferté-Alais rejoint l'arrondissement d'Étampes à sa restauration. Création des cantons de Juvisy-sur-Orge et Villeneuve-le-Roi.
L'arrondissement de Corbeil-Essonnes est supprimé au 4 juin 1966 par le décret du 2 juin 1966, et remplacé par l'arrondissement d'Évry.

## Liens
« L'almanach impérial pour l'année 1810 - Chapitre X : Organisation administrative »